# Орландо Солар Бэрс
«Орландо Солар Бэрс» (англ. Orlando Solar Bears) — профессиональный хоккейный клуб, играющий в Восточной конференции хоккейной лиги Восточного побережья. Клуб был основан в 2011 году, базируется в городе Орландо, Флорида.

## История
1 ноября 2011 года совет управляющих хоккейной лиги Восточного побережья единогласно одобрил вступление клуба из Орландо в ECHL.
16 ноября 2011 года на встрече владельцев «Орландо», мэра города Орландо, президента «Орландо Мэджик» и комиссара ECHL было объявлено о создании нового хоккейного клуба — «Орландо Солар Бэрс». Новый клуб взял название уже существовавшего в Орландо хоккейного клуба, который выступал в Международной хоккейной лиге (ИХЛ) с 1995 по 2001 год и в 2001 году выиграл последний кубок Тёрнера.
31 июля 2014 года между «Орландо» и «Торонто Мейпл Лифс» было подписано новое соглашение, по которому «Солар Бэрс» становился фарм-клубом «Торонто» на ближайшие два года.
21 января 2015 года в Орландо прошёл матч всех звёзд ECHL, в котором «Солар Бэрс» принимали сборную ECHL. «Орландо» проиграл матч со счётом 4-8.

## Клубные рекорды

### Сезон
- Очки — Аарон Лучук (74) в 2020/21
- Голы — Джо Перри (35) в 2016/17
- Передачи — Аарон Лучук (46) в 2020/21
- Штраф — Майк Монфредо (207) в 2018/19

### Всего за клуб
- Игры — Тайлер Бёрд (283)
- Очки — Тристин Ланган (201)
- Голы — Тристин Ланган (76)
- Передачи — Майкл Бродзински (130)
- Штраф — Майк Монфредо (388)